# 三冠王 (赛车)

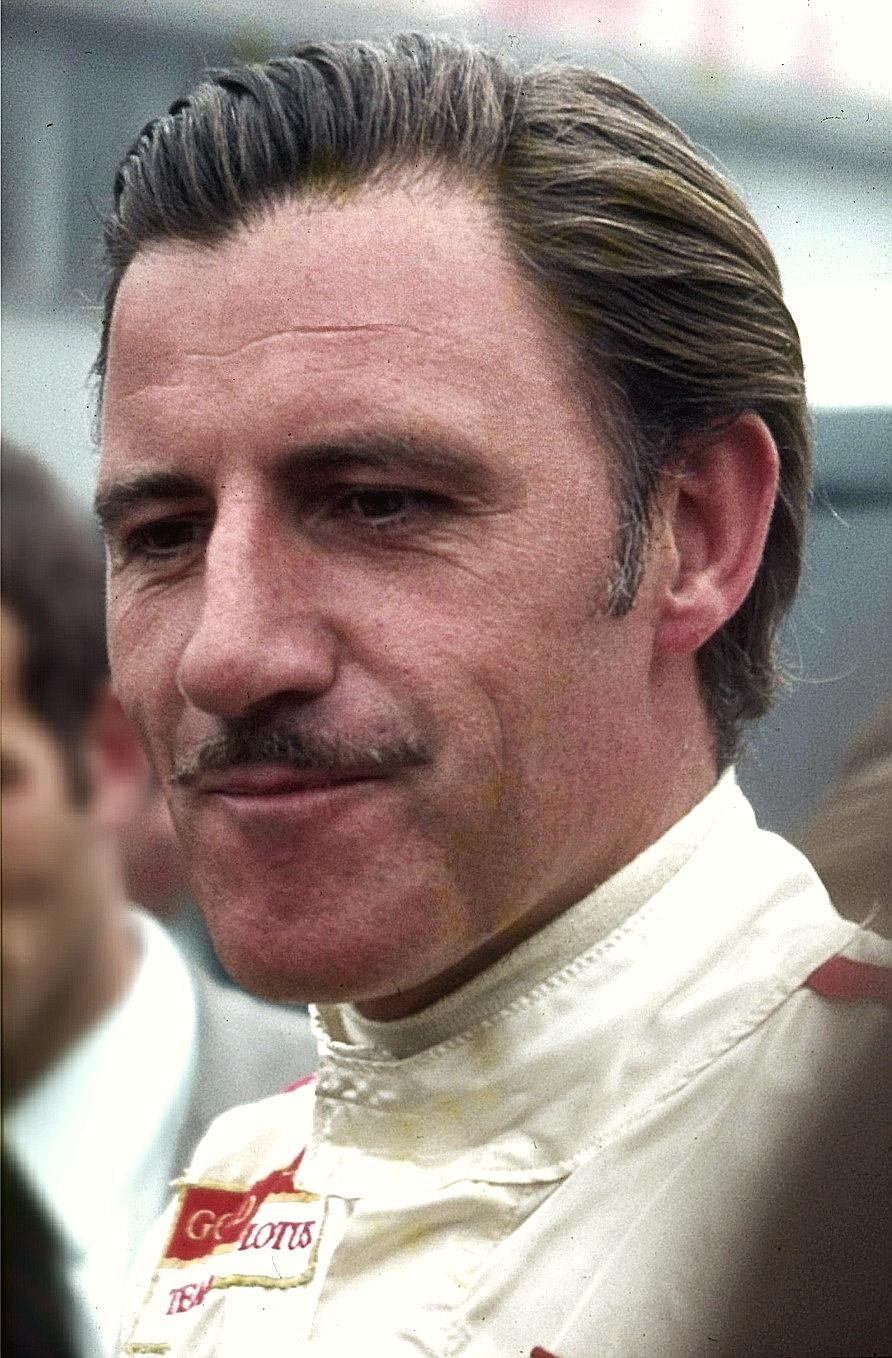
格拉汉姆·希尔 （1969年拍摄）是唯一完成三冠王的车手

赛车的三冠王是一项非官方的赛车运动成就，即世界上最负盛名的三项赛车比赛：
- 印第安纳波利斯500（1911年首次舉辦）
- 勒芒24小时耐力赛（1923年首次舉辦）
- 摩纳哥大奖赛（1929年首次舉辦）

在1950至1960年的11年间，摩纳哥大獎賽和印第安纳波利斯500同属国际汽联车手世界锦标赛（現即一级方程式錦標賽），但在1961年起印第安纳波利斯500不再為世界锦标赛賽程一部分。
格拉汉姆·希尔是至今唯一達成三冠王的车手。赛车史上共有19名车手参加三冠王的所有赛事并至少赢得其中一项。现役车手中只有胡安·巴勃罗·蒙托亚和费尔南多·阿隆索赢得三冠王其中两项賽事。

## 其他定义

### 包括一级方程式车手锦标赛
三冠王格拉汉姆·希尔以及雅克·维伦纽夫所支持的另一种定义是用世界一级方程式锦标赛替代摩纳哥大奖赛。格拉汉姆·希尔也是唯一取得这项成就的车手，他在1962年和1968年赢得了F1车手冠军。

### 耐力赛
跑车耐力赛亦有其三冠王，其中勒芒最为重要，此外还有代托纳24小时耐力赛和锡布灵12小时耐力赛。耐力赛三冠王已经由多位车手達成，即A·J·福伊特、汉斯·赫尔曼、杰基·奥利弗、雅基·伊克斯、阿尔·霍尔伯特、赫尔利·海伍德、毛罗·巴尔迪、安迪·华莱士、马尔科·维尔纳和蒂莫·伯恩哈德。许多车手在第三项比赛中以第二名的成绩接近赢得三冠王，比如肯·迈尔斯（1966年勒芒）、马里奥·安德烈蒂（1995年勒芒）和艾伦·麦克尼什（2012年代托纳）。

### 印地赛车
在1971至1990年间，印地赛车亦有自家的三冠王。从1971到1980年，它包括赛程上的三个500英里的赛事：印第安纳波利斯500、波科诺500和加利福尼亚500。阿尔·翁泽（1978）是唯一一位在同一赛季赢得这三场比赛的车手。安大略赛道于1980年关闭，因此加利福尼亚500被密歇根500所取代。三冠王一直持续到1989年，之后波科诺的比赛被终止。在1980年代没有车手能够赢得全部三项赛事。
印地赛车三冠王于2013年重新推出，包括印第安纳波利斯500（5月）、波科诺印地赛车400（7月）和马弗电视台500（10月，在丰塔纳举行）。任何能够赢得全部三场比赛的车手都会获得100万美元的奖金。
2014年，波科诺重新采用500英里的长度，丰塔纳被移至8月的赛季收官战。所有三项赛事都有双倍的锦标赛积分。在印地赛车三冠王的各种变体中，只有5名车手完成过这项成就，其中阿尔·翁泽是唯一一位在单赛季中完成它的车手。

### 全国汽车比赛协会
自2005年以来，由于在费尔科案后在达灵顿举办的南方500被取消，纳斯卡大满贯剩余的三项赛事（代托纳500、阿伦499和可口可乐600）组成了非官方的三冠王。自2005年以来才首次参加纳斯卡冲刺杯的车手中没有能够赢得三项赛事中超过一项的。目前为止的现役车手中只有凯文·哈维克和吉米·约翰逊赢得三项比赛，但都不是在单一赛季中完成的。

### 三级方程式
在三级方程式赛车中有一系列特别的比赛：波城大奖赛、三级方程式大师赛和澳門格蘭披治大賽車。瑞典的菲利克斯·羅辛基斯是至今唯一赢得三项赛事的车手。

### 澳大利亚赛车
在澳大利亚，如果一名车手在同一年中赢得桑当500、巴瑟斯特1000和超级房车锦标赛的冠军，即為“三冠王”。 只有两名车手完成过这项成就：彼得·布罗克（1978年及1980年）和克雷格·朗兹（1996年）。

## 三冠王列表
构成传统（印第安纳波利斯500 / 勒芒24小时耐力赛 / 摩纳哥大奖赛）和非传统（印第安纳波利斯500 / 勒芒24小时耐力赛 / 一级方程式锦标赛）定义的赛事在下表中列出。
| 车手          | 印第安纳波利斯冠军 | 勒芒冠军 | 摩纳哥冠军                   | F1世界冠军 |
| ------------- | ------------------ | -------- | ---------------------------- | ---------- |
| 格拉汉姆·希尔 | 1966               | 1972     | 1963、1964、1965、1968、1969 | 1962、1968 |

以下车手赢得了三冠王两种定义中任何一种中的两项赛事的冠军。

| 车手               | 印第安纳波利斯冠军     | 勒芒冠军         | 摩纳哥冠军 | F1世界冠军 |
| ------------------ | ---------------------- | ---------------- | ---------- | ---------- |
| 塔齐奥·努沃拉里    | —                      | 1933             | 1932       | —          |
| 莫里斯·特兰蒂尼昂  | —                      | 1954             | 1955、1958 | —          |
| 迈克·霍索恩        | —                      | 1955             | —          | 1958       |
| 菲尔·希尔          | —                      | 1958、1961、1962 | —          | 1961       |
| A·J·福伊特         | 1961、1964、1967、1977 | 1967             | —          | —          |
| 布鲁斯·麦克拉伦    | —                      | 1966             | 1962       | —          |
| 吉姆·克拉克        | 1965                   | —                | —          | 1963、1965 |
| 约亨·林特          | —                      | 1965             | 1970       | 1970       |
| 马里奥·安德烈蒂    | 1969                   | —                | —          | 1978       |
| 埃默松·菲蒂帕尔迪  | 1989、1993             | —                | —          | 1972、1974 |
| 雅克·维伦纽夫      | 1995                   | —                | —          | 1997       |
| 胡安·巴勃罗·蒙托亚 | 2000、2015             | —                | 2003       | —          |
| 费尔南多·阿隆索    | —                      | 2018、2019       | 2006、2007 | 2005、2006 |

提示: 现役车手用粗体表示。